# Santiago do Cacém, Santa Cruz e São Bartolomeu da Serra
Santiago do Cacém, Santa Cruz e São Bartolomeu da Serra (oficialmente: União das Freguesias de Santiago do Cacém, Santa Cruz e São Bartolomeu da Serra) é uma freguesia portuguesa do município de Santiago do Cacém, com 207,93 km² de área e 7892 habitantes (censo de 2021). A sua densidade populacional é 38 hab./km².

## História
Foi criada aquando da reorganização administrativa de 2012/2013,  resultando da agregação das antigas freguesias de Santiago do Cacém, Santa Cruz e São Bartolomeu da Serra.

## Demografia
A população registada nos censos foi:
| Distribuição da População por Grupos Etários | Distribuição da População por Grupos Etários | Distribuição da População por Grupos Etários | Distribuição da População por Grupos Etários | Distribuição da População por Grupos Etários | Distribuição da População por Grupos Etários |
| -------------------------------------------- | -------------------------------------------- | -------------------------------------------- | -------------------------------------------- | -------------------------------------------- | -------------------------------------------- |
| Antes da agregação                           |                                              |                                              |                                              |                                              |                                              |
| Ano                                          | 0-14 anos                                    | 15-24 anos                                   | 25-64 anos                                   | >= 65 anos                                   | Total                                        |
| 2001                                         | 1024                                         | 1087                                         | 4293                                         | 1825                                         | 8229                                         |
| 2011                                         | 1118                                         | 674                                          | 4498                                         | 2164                                         | 8454                                         |
| Após a agregação                             |                                              |                                              |                                              |                                              |                                              |
| Ano                                          | 0-14 anos                                    | 15-24 anos                                   | 25-64 anos                                   | >= 65 anos                                   | Total                                        |
| 2021                                         | 952                                          | 747                                          | 3994                                         | 2199                                         | 7892                                         |